# روث أرنون
روث أرنون (بالعبرية: רות ארנון) هي عالمة كيمياء حيوية إسرائيلية. وهي حاليًا أستاذة علم المناعة في معهد وايزمان للعلوم، حيث تبحث في لقاحات مضادة للسرطان والإنفلونزا.